# Сент-Джон (Индиана)
Сент-Джон (англ. Saint John или англ. St. John) — город в округе Лейк в штате Индиана в Соединённых Штатах Америки.
Согласно данным переписи населения США 2020 года число жителей города 
составляло 20 303 человека.

## История
Сент-Джон был основан в 1837 году, а первое почтовое отделение начало работу в 1846 году.
Сообщество получило свое название от церкви Сент-Джонс — первой церкви в округе Лейк основанной немецким иммигрантом Джоном Хаком.
В 1857 году здесь был построен дом Фрэнсиса П. Кейлмана, который с 2013 года включён в Национальный реестр исторических мест США.
В 2009 году Сент-Джон занял 48-е место среди 100 лучших мест для проживания в США по версии CNN, а в 2014 году город занял 4-е место среди самых безопасных мест в Индиане по версии Movoto Real Estate. Благодаря этому с начала XXI века население города неуклонно росло: в 2010 году оно составляло менее 9 тысяч человек, а в 2020 году уже перевалило за двадцатитысячную отметку.

## География
Согласно данным Бюро переписи населения США, общая площадь Сент-Джона составляет 11,481 квадратных миль (29,74 км2), из которых 11,39 квадратных миль (29,50 км2 или 99,21%) — это суша и 0,091 квадратных миль (0,24 км2 или 0,79%) — водная поверхность.